# Quintus Caelius Honoratus
Quintus Caelius Honoratus war ein im 1. und 2. Jahrhundert n. Chr. lebender römischer Politiker. In einer Inschrift wird sein Name als Quintus Coelius Honoratus angegeben.
Durch eine Inschrift in griechischer Sprache sind folgende Stationen seiner Laufbahn vor dem Konsulat bekannt. Er war Praefectus frumenti dandi und Legatus proconsulis für die Statthalter der Provinzen Sicilia und Pontus et Bithynia, bevor er Statthalter (Proconsul) in der Provinz Cyprus wurde; er amtierte um 101/102 in der Provinz.
Durch die Fasti Ostienses ist belegt, dass Honoratus am 17. Juli 105 nach dem Tod von Gnaeus Afranius Dexter an dessen Stelle Suffektkonsul wurde (XVI Kalendas Augustas Quintus Caelius Honoratus loco Dextri); er übte das Amt zusammen mit Gaius Iulius Quadratus Bassus bis zum 31. August aus.